# Tatsumi Fujinami
Tatsumi Fujinami (藤波辰巳, Fujinami Tatsumi) (né le 28 décembre 1953 à Kunisaki, Préfecture d'Ōita) est un catcheur japonais.
Formé à la Japan Wrestling Association (en) il rejoint la New Japan Pro Wrestling quand Antonio Inoki créé cette fédération. Il devient célèbre dans cette fédération ainsi qu'à la World Wide Wrestling Federation / World Wrestling Federation (WWWF / WWF) à partir de la deuxième moitié des années 1970 en remportant à deux reprises le championnat poids-lourds junior de la WWWF / WWF.

## Carrière

### Japan Wrestling Association (1971-1972)
Fijinami entre au dojo de la Japan Wrestling Association (en) (JWA) où Antonio Inoki l'entraîne. Quand ce dernier quitte la JWA en 1972, il le rejoint à la New Japan Pro Wrestling.

### New Japan Pro Wrestling
Fujinami rejoint son mentor qui vient de fonder la New Japan Pro Wrestling et avec Osamu Kido et Kotetsu Yamamoto, Fujinami apparâit comme un des « pères fondateurs » de cette fédération. Il y perd le tout premier combat organisé par cette fédération le 6 mars 1972 face à El Furioso.
En 1974, il participe à la Karl Gotch Cup qui se déroule du 25 octobre au 8 décembre. Il termine premier ex æquo de la phase de groupe avec Masashi Ozawa et réussit à vaincre ce dernier en finale.

## Prises de finition et favorites
- Prises de finition
  - Dragon sleeper
  - Dragon Suplex
  - Dragon backbreaker

- Prises favorites
  - Tope Suicid /Dragon Rocket (Suicide dive)
  - Cobra Twist
  - Dragon screw
  - Enzuigiri
  - Figure four leglock
  - Front dropkick

## Palmarès et accomplissements
- Catch Wrestling Association
  - 1 fois CWA Intercontinental Heavyweight Championship

- New Japan Pro Wrestling
  - 6 fois IWGP Heavyweight Championship
  - 5 fois IWGP Tag Team Championship (4 fois avec Kengo Kimura et 1 fois avec Osamu Nishimura)
  - 2 fois NWA International Junior Heavyweight Championship
  - 1 fois NWA World Heavyweight Championship
  - 1 fois WWF International Heavyweight Championship
  - 1 fois WWF International Tag Team Championship (avec Kengo Kimura)
  - 1 fois WWF Junior Heavyweight Championship
  - Vainqueur du G1 Climax (1993)

- Pacific Northwest Wrestling
  - 1 fois NWA Pacific Northwest Heavyweight Championship

- Pro Wrestling Illustrated
  - PWI 31 sur 500 meilleurs catcheurs pendant le PWI Years en 2003

- Universal Wrestling Association
  - 1 fois UWA World Heavyweight Championship

- World Class Championship Wrestling
  - 1 fois WCWA Heavyweight Championship

- World Wide Wrestling Federation/World Wrestling Federation/WorldWrestlingEntertainment
  - 1 fois WWF International Heavyweight Championship
  - 1 fois WWWF Junior Heavyweight Championship
  - WWE Hall Of Famer 2015

- Wrestling Observer Newsletter Awards
  - Meilleur catcheur en technique en 1985, 1986 et 1988
  - Membre du Wrestling Observer Hall of Fame (1996)